# Helmkraut-Blattkäfer
Der Helmkraut-Blattkäfer (Phyllobrotica quadrimaculata) gehört zur Familie der Blattkäfer und zur Unterfamilie Galerucinae. Die Gattung Phyllobrotica kommt weltweit in etwa dreißig Arten vor, siebzehn sind in der Nearktis, zwei in der Orientalischen Region und zehn in der Paläarktis beheimatet, davon kommen drei in Europa vor. Von diesen ist in Mitteleuropa neben dem Helmkraut-Blattkäfer nur noch Phyllobrotica adusta anzutreffen.

## Bemerkungen zum Namen und Synonymen
| Abb. 1: Aufsicht      | Abb. 3: Stich von Curtis von 1840 mit Detailzeichnungen der Mundwerkzeu- ge, des Fühlers und des Vorderbeins |
| Abb. 2: Seitenansicht | Abb. 3: Stich von Curtis von 1840 mit Detailzeichnungen der Mundwerkzeu- ge, des Fühlers und des Vorderbeins |
| · Video               | Abb. 3: Stich von Curtis von 1840 mit Detailzeichnungen der Mundwerkzeu- ge, des Fühlers und des Vorderbeins |

Der Käfer wurde bereits 1758 von Linnaeus unter dem Namen Chrysomela quadrimaculata in seiner berühmten 10. Auflage des Systema Naturae beschrieben. Linné zitiert dabei auszugsweise eine ältere Beschreibung des Käfers von 1751 durch Pehr Adrian Gadd, die den Teilsatz elytrorum punctis quatuor nigris (lat.: mit Flügeln mit vier schwarzen Punkten) enthält. Dies erklärt den Artnamen quadrimaculata (lat. mit vier Punkten). Die Beschreibung durch Gadd ist wesentlich umfangreicher als die durch Linné, gilt aber nicht als Erstbeschreibung, da sie noch nicht die binominale Nomenklatur verwendet.
Nach der Einordnung des Käfers in die Gattung Chrysomela wurde der Käfer von verschiedenen Autoren den Gattungen Galeruca und Crioceris zugeordnet. Panzer nennt den Käfer Crioceris bimaculata. Durch einen Übertragungsfehler wurde statt quadrimaculata als Artname für den Käfer auch quadripunctata benutzt.
Der Gattungsname Phyllobrotica taucht erstmals 1836 in der 5. Lieferung zum Katalog von Dejean von 1833 auf. Dejean bemerkt, dass er in der Namensgebung Chevrolat gefolgt ist. Der Name ist von altgr. φύλλον „phýllon“, „Blatt“ und βρωτικός „brotikós“, „zum Essen gehörig“ abgeleitet und nimmt darauf Bezug, dass der Käfer Blätter frisst.
Der deutsche Name bringt zum Ausdruck, dass der Käfer häufig am Sumpf-Helmkraut vorkommt.

## Beschreibung des Käfers
Der fünf bis sieben Millimeter lange Käfer hat eine so auffällige Zeichnung, dass er bereits in den Stichen von Curtis abgebildet ist (Abb. 3), zusammen mit dem Bärlauch. (Zwischen Käfer und Pflanze besteht jedoch keine biologische Beziehung.) Der Käfer ist stark glänzend gelb, nach dem Tod dunkelt die Farbe nach und wird rötlich bis bräunlich. Die Körperoberseite ist kahl. Jede Flügeldecke trägt zwei große braune bis blau-schwarze Flecken, der kleinere nahe der Basis, der größere vor der Spitze. Auch der Kopf ist zwischen den Augen bis zum Scheitel schwarz, ebenso auf der Unterseite die Hinterbrust und der Hinterleib.
Die Stirn trägt zwei Rinnen. Eine Längsrinne beginnt zwischen den Fühlern und setzt sich bis auf den ziemlich flachen Scheitel fort. Vor ihrem Ende wird sie von einer Querrinne durchsetzt, die aus zwei schwachen Bögen besteht. Diese Rinnen begrenzen zwei Stirnhöcker. Die Augen sind groß, stark gewölbt und breit oval, ihr Außenabstand ist größer als die Breite der Basis des Halsschilds.
Die elfgliedrigen, fadenförmigen Fühler sind länger als der halbe Körper. Sie sind auf der Stirn zwischen den Augen eingelenkt. Das dritte Fühlerglied ist kürzer als das vierte und länger als das zweite, die folgenden sind etwa so wie das vierte, nur das letzte ist kürzer und endet kegelförmig. Die Mundwerkzeuge sind in Abb. 3 unten abgebildet (1 Oberlippe, 2 Oberkiefer, 3 Unterkiefer mit Kiefertaster, 4 Unterlippe mit Lippentaster). Die Kiefertaster sind ungewöhnlich dick, das Endglied kurz kegelförmig.
Der kurze, ziemlich flache Halsschild ist nur etwa so lang wie der Kopf. Er ist etwa eineinhalbmal so breit wie lang. Vorn ist er gerade abgeschnitten. Er ist seitlich breit aber flach gerandet, aber an der Basis ungerandet. Seine größte Breite liegt hinter der Mitte, die Hinterecken sind stumpfwinklig, die Vorderecken leicht abgerundet. Es kann eine feine Mittellinie und ein seichter Quereindruck vor den Schildchen ausgebildet sein, aber keine vollständige, tiefe Querfurche. Der Quereindruck kann auch in zwei getrennte flache Gruben aufgelöst sein. Er kann sich in der Mitte auch zu einer nach vorn offenen Vertiefung vergrößern, deren vorderer Teil als weitere separate Vertiefung ausgebildet sein kann.
Auch das Schildchen ist deutlich breiter als lang und rechteckig bis trapezförmig. Es ist nicht schwärzlich wie bei Phyllobrota frontalis, sondern von gleicher Farbe wie die Flügeldecken.
Die Flügeldecken sind bereits an der Basis breiter als der Halsschild. Sie verbreitern sich nach hinten mäßig bis zum dritten Viertel, dann enden sie gemeinsam breit abgerundet. Insgesamt sind sie doppelt so lang wie zusammen breit. Die Flügeldecken sind sehr fein und dicht punktiert. Ihre Seitenrandkanten sind seitlich untergeschlagen und von oben höchstens an der Spitze sichtbar, die Flügeldecken besitzen jedoch keine abgesetzten Epipleuren. Die schwarze Makel an der Basis der Flügeldecken ist rund und kann fehlen, diese Variation wird munda genannt. Die hinteren Makeln sind größer, quer oval, und können auch zu einem Band verschmelzen.
Die Vorderhüfthöhlen sind nicht geschlossen. Alle Tarsen sind viergliedrig. Die Klauen sind an der Wurzel gezähnt. Beim Männchen ist das erste Tarsenglied deutlich breiter als die folgenden. Außerdem ist beim Männchen die Unterseite des Hinterleibs deutlich anders gestaltet als beim Weibchen. Die drei mittleren Bauchringe sind verkürzt und quer gewölbt, der fünfte ist so lang wie die anderen zusammen und fällt nach hinten ziemlich steil ab. Auf dem ersten Segment sitzt in der Mitte ein warzenförmiger Höcker, dahinter beginnt ein anfangs schmaler und feiner Eindruck, der sich nach hinten erweitert und vertieft, dabei aber durch die Querwölbungen unterbrochen und versetzt wird, so dass verschiedene Gruben entstehen (Bild). Beim Weibchen dagegen zeigt der Hinterleib keine Besonderheiten.

## Eier und Larve
Die Eier sind tief gelb und matt. Sie sind nahezu kugelförmig. Die Eischale ist dicht mit Grübchen bedeckt, was ein gitterartiges Aussehen bewirkt.
Die Larven sind langgestreckt und annähernd zylindrisch. Nach vorn sind sie etwas weniger verjüngt als nach hinten, die größte Körperbreite liegt hinter der Mitte. Die Larve wird im letzten Stadium zwölf bis vierzehn Millimeter lang bei einer Breite von etwa zwei Millimetern.
Der Kopf ist glänzend gelbbraun, die Mandibeln rotbraun. Der hintere Teil der Vorderbrust, die sechs Beine, die Oberseite des neunten Hinterleibssegments und die Ränder der Stigmen sind gelblich. Der restliche Körper ist weich und im letzten Larvenstadium weiß. In früheren Stadien trägt die Larve auf dem Rücken gelbliche Querflecken, auf der Seite gleichfarbige rundliche Flecken. Der Körper ist sehr spärlich, an Kopf und Beinen etwas dichter behaart. Auf der Oberseite sind die Haare nur halb so lang wie auf der Unterseite.
Der Kopf ist tief in den ersten Brustring versenkt und nur halb so breit wie dieser. Auf der Stirn sitzen zwei flache, runzelige Grübchen. Einzelaugen fehlen. Die viergliedrigen Fühler sind seitlich eingefügt, kurz und sich schnell verjüngend. Das erste Glied ist dick und fast so lang wie die übrigen Glieder zusammen. Das zweite und dritte Glied sind ringförmig. Das dritte Glied hat nach innen einen pfriemenförmigen Anhang. Das vierte Glied ist eiförmig zugespitzt und deutlich länger, aber nur halb so breit wie die beiden vorhergehenden Glieder. Der Kopfschild ist deutlich abgesetzt, vorn hell gesäumt und leicht ausgebuchtet. Die gerundete Oberlippe ragt unter dem Kopfschild vor. Sie hat vier quergestellte, haartragende Grübchen. Die Mandibeln sind kurz und kräftig, nach innen gekrümmt, an der Spitze außen mit einem, innen mit zwei kleinen Zähnchen ausgestattet. Die Maxillartaster sind dreigliedrig. Das Basisglied ist sehr kurz und breit, das zweite Glied so lang wie breit, das Endglied gleich lang, aber kegelförmig. Die Innenlade des Unterkiefers (Lacinia) ist vorn abgerundet und reicht bis zur halben Höhe des zweiten Kiefertastergliedes. Sie trägt eine kurze Reihe von fünf gleich langen, robusten und glänzenden Härchen sowie ein nach innen gerichtetes Chitinzähnchen. Eine Außenlade des Unterkiefers fehlt. Die trapezförmige Unterlippe ist so lang wie breit. Die Lippentaster sind zweigliedrig, deutlich voneinander getrennt eingelenkt, zwischen ihren Basen entspringen zwei Härchen. Die Zunge ist etwas länger als breit, parallelseitig und vorn abgestutzt.
Die fünfgliedrigen Beine sind kurz und kräftig. Die Hüften sind groß und vorragend und weit voneinander entfernt eingelenkt. Die Trochanteren sind verhältnismäßig groß. Schenkel und Schienen sind gleich lang, der Schenkel zylindrisch, die Schiene kegelförmig. Die Klaue ist gerade und zugespitzt, innen ist an der Wurzel der Klaue ein ovales Hautsäckchen ausgebildet.
Die ersten acht Hinterleibssegmente sind ebenso wie die beiden hinteren Brustsegmente durch Falten quer geteilt. Von der Seite betrachtet werden dadurch am Rücken annähernd viermal so viel Segmente vorgetäuscht, denn jedes der acht Abdominalsegmente ist quer in Proscutum, Scutum und Scutellum unterteilt und außerdem durch eine intersegmentale Membran vom nächsten Abdominalsegment getrennt. Die intersegmentalen Membranen sind ebenfalls auf der Bauchseite vorhanden, bilden aber mit den dorsalen intersegmentalen Membranen keinen durchgehenden Ring. Das neunte Hinterleibssegment ist so lang wie breit und in Aufsicht hinten gerundet. Die Oberseite ist kreisförmig eingedrückt, der Boden des Eindrucks uneben. Das letzte Abdominalsegment umschließt den Ausgang des Verdauungstraktes und heißt deswegen Analring. Der Analring ist durch einen Nachschieber verlängert, der auf der Oberseite eine Längsfurche trägt und auf der Unterseite mit drei Saugnäpfen ausgestattet ist.
Stigmen befinden sich auf der Unterseite des zweiten Brustsegments und auf den Seiten des ersten bis achten Hinterleibssegments.

## Biologie
Der Käfer ist an einen feuchten, sumpfigen Lebensraum gebunden. Man findet ihn in Quellsümpfen und Mooren, auf sumpfigen Wiesen, in Brüchen, an sumpfigen Ufern und in Auwäldern an sumpfigen Stellen, meist in halbschattiger Umgebung. Innerhalb dieser Biotope ist er hauptsächlich an seiner Wirtspflanze, dem Sumpf-Helmkraut zu finden.
Nach W. Kolbe frisst der Käfer tiefe, unregelmäßige Buchten in die Wirtspflanze. Diese Aussage erweckt die Vorstellung, dass der Käfer vom Blattrand her die Pflanze attackiert. Eine genauere Untersuchung der Fraßgewohnheiten verschiedener Blattkäfer durch Bieńkowski präzisiert jedoch, dass der Käfer zu den Blattkäfern gehört, die die Blätter nicht vom Blattrand her anfressen. Vielmehr sitzt der Käfer zu Beginn seines Mahles direkt auf der Blattoberfläche. Der Käfer dreht den Kopf um einen geringen Winkel senkrecht zur Körperachse und führt dann eine Serie von Bissen aus, wobei er den Kopf und die Vorderbrust sukzessiv parallel zur Blattoberfläche in die Richtung dreht, nach der die Mundwerkzeuge von der Körperachse abgelenkt sind. Dann dreht er den Kopf in die andere Richtung und beißt sich in die entgegengesetzte Richtung vor. So öffnet er vor sich ein kleines Loch, das er zunehmend vergrößert und dessen Vorderrand durch die Reichweite der Oberkiefer bestimmt ist. Indem er sich bei jeder Kopfwendung sukzessiv nach vorn schiebt, vergrößert sich das Loch auf den Blattrand zu und bildet schließlich am Blattrand endende Buchten.
Der Käfer erscheint nach Beginn des wärmeren Wetters im Mai oder Juni an der Wirtspflanze und ist bis in den August anzutreffen. Er ist nicht häufig. Massenvorkommen sind eher die Ausnahme. Auf Grund seiner Flugfreudigkeit ist er nicht nur an der Wirtspflanze, sondern auch in deren Umgebung, etwa an Weiden, zu finden. Bei Berührung ziehen die Käfer die Beine an und lassen sich fallen. In der Hand gehalten, scheiden sie einen gelblichen, öligen Saft ab. Im Schatten sind sie träge und können sich längere Zeit tot stellen, in besonnten Behältern sind sie jedoch sehr lebhaft, stellen sich beim Ergreifen nur kurz oder gar nicht tot. Auch die Paarungsbereitschaft nimmt bei heißem Wetter deutlich zu.
Die zahlreichen Eier werden in Bodennähe an den Stängeln oder auf dem Boden unter der Wirtspflanze abgelegt. Der Käfer wählt dabei die trockeneren Standorte. Etwa vier Wochen nach Eiablage schlüpfen die Larven. Sie bohren sich durch das Erdreich zu den Wurzelsprossen der mehrjährigen Wirtspflanze. Sie benagen die weißen Wurzelsprossen, indem sie sich an ihnen entlangbewegen. Der Käfer überwintert als Larve und verpuppt sich im folgenden Frühjahr. Die Entwicklung ist also einjährig.

## Verbreitung
Der Käfer wird als eurosibirisches Faunenelement eingestuft. In Europa ist er weit verbreitet. Die Nordgrenze des Verbreitungsgebiets verläuft hier durch Großbritannien, Norwegen, Schweden und Finnland. Im Süden kommt der Käfer in Italien und Griechenland vor. In westlicher Richtung erstreckt sich sein Vorkommen bis Frankreich. Nach Osten reicht das Verbreitungsgebiet über Europa hinaus bis zum Altai, dem Sajangebirge und dem Baikalsee. Eine Meldung aus China beruht vermutlich auf einem Fehler. In einigen südosteuropäischen Ländern ist das Vorkommen nicht gesichert. Auch von der Iberischen Halbinsel gibt es keine Fundmeldungen.

## Der Helmkraut-Blattkäfer als Beispiel für Koevolution
Der Helmkraut-Blattkäfer ist ein interessantes Beispiel für die Koevolution von Pflanzen und Insekten, die sich von diesen Pflanzen ernähren. Der Helmkraut-Blattkäfer Phyllobrotica quadrimaculata ernährt sich in seinem Verbreitungsgebiet (Eurasien) monophag vom Sumpf-Helmkraut Scutellaria gallericulata. Scutellaria gallericulata findet man jedoch auch in Nordamerika. Dort dient die Pflanze dem Käfer Phyllobrotica decorata als Wirt. Weitere Arten der Gattung Phyllobrotica haben weitere Arten der Gattung Scutellaria als Wirte: P. adusta an S. altissima, P. circumdata an S. integriifolia, P. costipennis an S. arenicola, P. sororia an S. drummondii.